# Геннадиев, Борис Сергеевич
Геннадьев Борис Сергеевич (25 августа 1912, Барнаул — 1942, погиб на фронте) — советский живописец-баталист, член Ленинградского Союза художников.

## Биография
Родился в Барнауле в семье гидротехника. После окончания школы-девятилетки в 1928-1930 учился в Новосибирске в изостудии Пролеткульта. С 1930 жил в Ленинграде. 
В 1939 окончил ЛИЖСА имени И. Е. Репина по мастерской батальной живописи Р. Френца с присвоением звания художника живописи. Дипломная работа — картина «Чапаев и Фрунзе под Уфой». Эта работа хранится в фондах Военно-исторического музея артиллерии, инженерных войск и войск связи в Петербурге. 
После окончания института работал художником в Ленинградском музее Революции, где написал две батальные картины, посвящённые действиям Первой конной армии. В 1939-1940 в качестве художника был в армии во время войны с белофиннами. В 1940 был принят в члены Ленинградского Союза художников. Погиб на фронте в 1942 году. 
Произведения Б. С. Геннадьева находятся в музеях и частных собраниях в России.